# ファントム (宝塚歌劇)
『ファントム』（Phantom）は、宝塚歌劇団のミュージカル作品。同名ミュージカルの宝塚版。

## 上演データ
2004年 - 宙組公演（初演）
- 5月14日から6月21日（新人公演：6月1日）まで宝塚大劇場、7月17日から8月29日（新人公演：7月27日）まで東京宝塚劇場で公演。
- 形式名は「三井住友VISAカードミュージカル」。2幕22場。
- 潤色・演出は中村一徳が担当。以降の宝塚歌劇団での再演も演出担当をしている。
- 日本での初演。宝塚大劇場・東京宝塚劇場で公演。
- 2曲のナンバーがオリジナル版より追加されている。
- 特別出演として、星組の安蘭けい、専科の樹里咲穂と鈴鹿照が出演。

2006年 - 花組公演
- 6月23日から8月7日（新人公演：7月11日）まで宝塚大劇場、8月25日から10月1日（新人公演：9月5日）まで東京宝塚劇場で公演。
- 形式名は「三井住友VISAカードミュージカル」。2幕22場。
- 桜乃彩音の大劇場トップ娘役お披露目公演。
- 初演に引き続き、出雲綾がカルロッタ役を務めた。

2011年 - 花組公演
- 6月24日から7月25日（新人公演：7月12日）まで宝塚大劇場、8月12日から9月11日（新人公演：8月25日）まで東京宝塚劇場で公演。
- 形式名は「三井住友VISAカード ミュージカル」。2幕22場。
- 蘭寿とむの大劇場トップお披露目公演。
- シャンドン伯爵を愛音羽麗と朝夏まなとが役替わり、アラン・ショレを愛音と華形ひかるが役替わり、セルジョと若き日のキャリエールを華形と朝夏が役替わりで務める。
- 日本初演よりさらに新曲が2曲追加された。
- 2011年8月23日の13:30公演で、通算上演回数300回を迎えた。

|                                                        | シャンドン伯爵 | アラン・ショレ | セルジョ   |
| ------------------------------------------------------ | -------------- | -------------- | ---------- |
| 6月24日（金）-7月4日（月） 7月15日（金）-7月25日（月） | 愛音羽麗       | 華形ひかる     | 朝夏まなと |
| 7月5日（火）-7月14日（木）                             | 朝夏まなと     | 愛音羽麗       | 華形ひかる |

|                                                         | シャンドン伯爵 | アラン・ショレ | セルジョ   |
| ------------------------------------------------------- | -------------- | -------------- | ---------- |
| 8月12日（金）-8月19日（金） 8月30日（火）-9月11日（日） | 愛音羽麗       | 華形ひかる     | 朝夏まなと |
| 8月20日（土）-8月28日（日）                             | 朝夏まなと     | 愛音羽麗       | 華形ひかる |

2018年 - 雪組公演
- 11月9日から12月14日（新人公演：11月27日）まで宝塚大劇場、1月2日から2月10日（新人公演：1月24日）まで東京宝塚劇場で公演。
- 形式名は「三井住友VISAカード ミュージカル」。
- シャンドン伯爵とアラン・ショレを彩凪翔と朝美絢が役替わりで務める。

|                                                            | シャンドン伯爵 | アラン・ショレ |
| ---------------------------------------------------------- | -------------- | -------------- |
| 11月9日（金）-11月19日（月） 11月30日（金）-12月6日（木）  | 彩凪翔         | 朝美絢         |
| 11月20日（火）-11月29日（木） 12月7日（金）-12月14日（金） | 朝美絢         | 彩凪翔         |

|                                                         | シャンドン伯爵 | アラン・ショレ |
| ------------------------------------------------------- | -------------- | -------------- |
| 1月2日（水）-1月10日（木） 1月18日（金）-1月29日（火）  | 朝美絢         | 彩凪翔         |
| 1月11日（金）-1月17日（木） 1月30日（水）-2月10日（日） | 彩凪翔         | 朝美絢         |

## スタッフ

### 2004年（スタッフ）
宝塚大劇場公演のデータ
- 脚本：アーサー・コピット[12]
- 作詞・作曲：モーリー・イェストン[12]
- 潤色・演出：中村一徳[1][13]
- 翻訳：青鹿宏二[12]
- 音楽監督：西村耕二[13]
- 編曲：鞍富真一[13]
- 音楽指揮[13]：御﨑惠、矢部豊
- 振付[13]：大谷盛雄、麻咲梨乃、KAZUMI-BOY
- 擬闘：渥美博[13]
- 装置：関谷敏昭[13]
- 衣装：任田幾英[13]
- 照明：勝柴次朗[12]
- 音響：加門清邦[12]
- 小道具：田中武彦[12]
- 効果：宮廻みさよ[12]
- 歌唱指導：岡﨑亮子[12]
- 特殊メイク：山田操[12]
- 演出助手[12]：鈴木圭、生田大和
- 舞台進行[12]：日笠山秀観、中村兆成、表原渉
- 制作：横山卓之[12]
- 特別協賛：VISAジャパングループ[12]

### 2006年（スタッフ）
宝塚大劇場公演のデータ
- 脚本：アーサー・コピット[12]
- 作詞・作曲：モーリー・イェストン[12]
- 潤色・演出：中村一徳[3]
- 翻訳：青鹿宏二[12]
- 音楽監督：西村耕二[13]
- 編曲：鞍富真一[13]
- 音楽指揮[13]：御﨑惠
- 振付[13]：大谷盛雄、麻咲梨乃、KAZUMI-BOY、黒木トモ子
- 擬闘：渥美博[13]
- 装置：関谷敏昭[13]
- 衣装：任田幾英[13]
- 照明：勝柴次朗[12]
- 音響：大坪正仁[12]
- 小道具[12]：伊集院撤也、今岡美也子
- 効果：株式会社宝塚舞台[12]
- 歌唱指導：岡﨑亮子[12]
- 特殊メイク：山田操[12]
- 演出助手[12]：鈴木圭、生田大和
- 舞台進行[12]：赤坂英雄（第一幕）、黒岩泰夫（第二幕）
- 制作：髙田健司[12]
- 特別協賛：VJAグループ[12]

### 2011年（スタッフ）
宝塚大劇場公演のデータ
- 脚本：アーサー・コピット
- 作詞・作曲：モーリー・イェストン
- 潤色・演出：中村一徳
- 翻訳：青鹿宏二
- 音楽監督：西村耕二
- 編曲：鞍富真一
- 音楽指揮：塩田明弘
- 振付：大谷盛雄、麻咲梨乃、KAZUMI-BOY
- ファイティング・コーディネーター：渥美博
- 装置：関谷敏昭
- 衣装：任田幾英
- 照明：勝柴次朗
- 音響：切江勝
- 小道具：伊集院撤也、北垣綾
- 歌唱指導：矢部玲司
- 特殊メイク：山田操
- 演出助手：生田大和、田渕大輔
- 舞台進行：表原渉（第一幕）、日笠山秀観（第二幕）
- 制作：髙田健司
- 特別協賛：VJAグループ

参考文献：公演プログラム

### 2018年（スタッフ）
- 脚本：アーサー・コピット
- 作詞・作曲：モーリー・イェストン
- 潤色・演出：中村一徳
- 翻訳：青鹿宏二
- 音楽監督：竹内一宏
- 編曲：西村耕次、鞍富真一、竹内聡
- 音楽指揮：佐々田愛一郎（宝塚）、西野淳（東京）
- 振付：KAZUMI-BOY、鈴懸三由岐、西川卓
- ファイティング・コーディネーター：渥美博
- オリジナル装置デザイン：関谷敏昭
- 装置：稲生英介
- 衣装監修：任田幾英
- 衣装：加藤真美
- 照明：勝柴次朗
- 音響：切江勝
- 小道具：北垣綾
- 映像：Jaijin Chung
- イリュージョン：北見伸
- 歌唱指導：彩華千鶴
- 特殊メイク：田中正史
- 演出補：原田諒
- 演出助手：竹田悠一郎
- 特別協賛：三井住友VISAカード

## 出演者一覧

### 2006年（出演者）
※宝塚歌劇・公式ページを参照
出雲綾（専科所属）
夏美よう・梨花ますみ・大伴れいか・高翔みず希・鈴懸三由岐
春野寿美礼・眉月凰・絵莉千晶・彩吹真央・悠真倫
花純風香・真飛聖・橘梨矢・愛音羽麗・涼葉らんの
紫万新・舞城のどか・未涼亜希・桐生園加・貴怜良
桜一花・嶺輝あやと・華形ひかる・華桐わかな・紫峰七海
望月理世・花野じゅりあ・珠まゆら・舞名里音・華城季帆
初姫さあや・日向燦・紫陽レネ・星紀はんな・桜乃彩音
扇めぐむ・夕霧らい・祐澄しゅん・愛純もえり・朝夏まなと
華耀きらり・聖花まい・月央和沙・雫花ちな・花咲りりか
望海風斗・天宮菜生・澪乃せいら・華月由舞・嶺乃一真
浦輝ひろと・初輝よしや・湖々マリア・芽吹幸奈・彩城レア
遼かぐら・梅咲衣舞・煌雅あさひ・冴月瑠那・瀬戸かずや
瞳ゆゆ・夏城らんか・野々すみ花・白姫あかり・鳳真由
花蝶しほ・輝良まさと・春花きらら・花峰千春・彩咲めい
真瀬はるか・鞠花ゆめ・天真みちる・初花美咲・日高大地
銀華水・花織千桜・月野姫花・神房佳希・花輝真帆
悠南はやきは全日程休演。

### 2011年（出演者）
※宝塚歌劇・公式ページを参照
夏美よう・高翔みず希・悠真倫・蘭寿とむ・壮一帆
愛音羽麗・桜一花・華形ひかる・紫峰七海・花野じゅりあ
初姫さあや・扇めぐむ・夕霧らい・朝夏まなと・華耀きらり
月央和沙・望海風斗・華月由舞・浦輝ひろと・彩城レア
芽吹幸奈・煌雅あさひ・梅咲衣舞・瀬戸かずや・冴月瑠那
遼かぐら・瞳ゆゆ・夏城らんか・鳳真由・白姫あかり
輝良まさと・花蝶しほ・春花きらら・彩咲めい・真瀬はるか
蘭乃はな・鞠花ゆめ・天真みちる・初花美咲・日高大地
月野姫花・銀華水・神房佳希・花輝真帆・菜那くらら
真輝いづみ・大河凜・桜帆ゆかり・航琉ひびき・桜咲彩花
凪咲星南・花奈澪・美花梨乃・仙名彩世・和海しょう
羽立光来・舞月なぎさ・新菜かほ・夢花らん・紗愛せいら
冴華りおな・実咲凜音・水美舞斗・柚香光・愛羽ふぶき
真鳳つぐみ・美蘭レンナ・こと華千乃・雪華さくら・乙羽映見
優波慧・蘭舞ゆう・朝月希和・更紗那知・桜舞しおん
千幸あき

#### 97期生B班
城妃美伶・永久輝せあ・蒼瀬侑季・貴遠すず・水香依千
花菱りず・叶ゆうり・碧宮るか・舞矢聖華

### 2018年（出演者）
※宝塚歌劇・公式ページを参照
梨花ますみ・舞咲りん・奏乃はると・早花まこ・望海風斗
沙月愛奈・千風カレン・透真かずき・彩凪翔・真那春人
笙乃茅桜・彩風咲奈・久城あす・煌羽レオ・杏野このみ
朝美絢・愛すみれ・桜路薫・天月翼・白峰ゆり
橘幸・朝月希和・妃華ゆきの・真地佑果・華蓮エミリ
永久輝せあ・沙羅アンナ・叶ゆうり・綾凰華・真彩希帆
星南のぞみ・鳳華はるな・諏訪さき・陽向春輝・野々花ひまり
彩みちる・羽織夕夏・希良々うみ・眞ノ宮るい・ゆめ真音
星加梨杏・汐聖風美・縣千・優美せりな・琴羽りり
日和春磨・麻斗海伶・美華もなみ・望月篤乃・朝澄希
彩海せら・有栖妃華・真友月れあ・一禾あお・潤花
涼花美雨・琥白れいら・稀羽りんと・花束ゆめ・壮海はるま
愛羽あやね・天咲礼愛・聖海由侑・莉奈くるみ・紗蘭令愛
千早真央・蒼波黎也・愛陽みち・絢斗しおん・麻花すわん
菜乃葉みと・風雅奏・和奏樹

## 主な配役
|                           | 2004年宙組                                                                                                  | 2004年宙組 | 2006年花組 | 2006年花組                                                                      |
| 本公演                    | 新人公演 | 本公演 | 新人公演 |                                                                                 |
| ------------------------- | --- | --- | --- | ------------------------------------------------------------------------------- |
| ファントム                | 和央ようか                                                                                                  | 七帆ひかる | 春野寿美礼 | 望月理世                                                                        |
| クリスティーヌ            | 花總まり | 花影アリス | 桜乃彩音 | 華城季帆                                                                        |
| キャリエール              | 樹里咲穂 （専科所属）                                                                                       | 和涼華 | 彩吹真央 | 紫峰七海                                                                        |
| シャンドン伯爵            | 安蘭けい （星組所属）                                                                                       | 十輝いりす | 真飛聖 | 朝夏まなと                                                                      |
| アラン・ショレ            | 鈴鹿照 （専科所属）                                                                                         | 風莉じん | 夏美よう | 日向燦                                                                          |
| カルロッタ                | 出雲綾 | 芽映はるか | 出雲綾 | 初姫さあや                                                                      |
| マダム・ドリーヌ          | 貴柳みどり                                                                                                  | 織花なるみ | 鈴懸三由岐 | 珠まゆら                                                                        |
| ジャン・クロード          | 美郷真也 | 聖野花珠 | 高翔みず希 | 夕霧らい                                                                        |
| ルドゥ警部                | 寿つかさ | 暁郷 | 大伴れいか | 祐澄しゅん                                                                      |
| ガブリエル                | 鈴奈沙也 | 潮和歌 | 梨花ますみ | 花野じゅりあ                                                                    |
| ミレイユ                  | 彩苑ゆき | * | 絵莉千晶 | 花咲りりか                                                                      |
| セルジョ                  | 初嶺麿代 | * | 愛音羽麗 | 望海風斗                                                                        |
| 若かりし頃の キャリエール | 初嶺麿代 | 美牧冴京 | 愛音羽麗 | 望海風斗                                                                        |
| ヴァレリウス              | 毬穂えりな                                                                                                  | 華凜もゆる | 花純風香 | 愛純もえり                                                                      |
| モンシャルマン            | 夢大輝 | 春風弥里 | 悠真倫 | 紫陽レネ                                                                        |
| ジョセフ・ブケー          | 貴羽右京 | 雅桜歌 | 紫万新 | 月央和沙                                                                        |
| フローレンス              | 美風舞良 | * | 舞城のどか | 舞名里音                                                                        |
| リシャール                | 遼河はるひ                                                                                                  | 早霧せいな | 未涼亜希 | 扇めぐむ                                                                        |
| モーク・レール            | 速水リキ | 真木薫 | 眉月凰 | 星紀はんな                                                                      |
| ミフロワ                  | 月丘七央 | 天翔ゆうり | 嶺輝あやと | 煌雅あさひ                                                                      |
| ソレリ                    | 彩乃かなみ                                                                                                  | 美羽あさひ | 華城季帆 | 華燿きらり                                                                      |
| パパン                    | 天羽珠紀 | 真央あきと | 紫峰七海 | 真瀬はるか                                                                      |
| ラシュナル                | 悠未ひろ | 凪七瑠海 | 桐生園加 | 冴月瑠那                                                                        |
| トゥルニエ                | 夏大海 | * | 橘梨矢 | 初輝よしや                                                                      |
| ジャム                    | 白河るり | * | 涼葉らんの | 聖花まい                                                                        |
| ルル                      | 月城美咲 | * | 華桐わかな | 雫花ちな                                                                        |
| ジョルジュ                | 巽希和 | * | 紫陽レネ | 花峰千春                                                                        |
| フルール                  | 芽映はるか                                                                                                  | * | 花野じゅりあ | 華月由舞                                                                        |
| コレット                  | 織花なるみ                                                                                                  | * | 珠まゆら | 遼かぐら                                                                        |
| フローラ                  | 美羽あさひ                                                                                                  | * | 桜一花 | 澪乃せいら                                                                      |
| ベラドーヴァ              | 音乃いづみ                                                                                                  | 和音美桜 | 花咲りりか | 芽吹幸奈                                                                        |
| 幼いエリック              | 和音美桜 | 咲花杏 | 野々すみ花 | 彩城レア                                                                        |
| メグ                      | 花影アリス                                                                                                  | * | 華耀きらり | 野々すみ花                                                                      |
| 従者                      | 珠洲春希 十輝いりす 七帆ひかる 和涼華 聖野花珠 早霧せいな 美牧冴京 春風弥里 蓮水ゆうや 鳳翔大 凪七瑠海 暁郷 | 大海亜呼 遥海おおら 綾花ちか 鮎瀬美都 天河佑斗 八雲美佳 朋夏朱里 葉室ちあ理 花露すみか 麻音颯斗 舞姫あゆみ 七海ひろき | 貴怜良 華形ひかる 望月理世 日向燦 星紀はんな 夕霧らい 祐澄しゅん 朝夏まなと 月央和沙 望海風斗 彩城レア 冴月瑠那          | 天宮菜生 嶺乃一真 浦輝ひろと 瀬戸かずや 夏城らんか 鳳真由 輝良まさと 日高大地 * |
| 団員（男）                | * | 蓮水ゆうや 鳳翔大 香翔なおと                                                                                          | 瀬戸かずや 夏城らんか 鳳真由 輝良まさと 花峰千春 真瀬はるか 天真みちる 日高大地 銀華水 神房佳希                          | *                                                                               |
| 団員（女）                | * | 純あいら 綾音らいら 妃宮さくら 白峰さゆり 愛花ちさき 萌野りりあ 愛紗もも                                              | 華月由舞 湖々マリア 梅咲衣舞 瞳ゆゆ 白姫あかり 花蝶しほ 春花きらら 彩咲めい 鞠花ゆめ 初花美咲 花織千桜 月野姫花 花輝真帆 | *                                                                               |

|                           | 2011年花組                                                                                               | 2011年花組                                                  | 2018年雪組                                            | 2018年雪組                                                    |
| 本公演                    | 新人公演                                                                                                 | 本公演                                                      | 新人公演                                              |                                                               |
| ------------------------- | --- | ----------------------------------------------------------- | ----------------------------------------------------- | ------------------------------------------------------------- |
| ファントム                | 蘭寿とむ                                                                                                 | 鳳真由                                                      | 望海風斗                                              | 綾凰華                                                        |
| クリスティーヌ            | 蘭乃はな                                                                                                 | 実咲凜音                                                    | 真彩希帆                                              | 野々花ひまり                                                  |
| キャリエール              | 壮一帆                                                                                                   | 真瀬はるか                                                  | 彩風咲奈                                              | 縣千                                                          |
| シャンドン伯爵            | 愛音羽麗 朝夏まなと                                                                                      | 大河凜                                                      | 彩凪翔 朝美絢                                         | 彩海せら                                                      |
| アラン・ショレ            | 愛音羽麗 華形ひかる                                                                                      | 輝良まさと                                                  | 朝美絢 彩凪翔                                         | 陽向春輝                                                      |
| カルロッタ                | 桜一花                                                                                                   | 仙名彩世                                                    | 舞咲りん                                              | 羽織夕夏                                                      |
| マダム・ドリーヌ          | 花野じゅりあ                                                                                             | 白姫あかり                                                  | 早花まこ                                              | 優美せりな                                                    |
| ジャン・クロード          | 夏美よう                                                                                                 | 天真みちる                                                  | 奏乃はると                                            | 鳳華はるな                                                    |
| ルドゥ警部                | 悠真倫                                                                                                   | 真輝いづみ                                                  | 真那春人                                              | 諏訪さき                                                      |
| ガブリエル                | * | 花蝶しほ                                                    | 梨花ますみ                                            | 彩みちる                                                      |
| ミレイユ                  | 遼かぐら                                                                                                 | 彩咲めい                                                    | 杏野このみ                                            | 美華もなみ                                                    |
| セルジョ                  | 華形ひかる 朝夏まなと                                                                                    | 柚香光                                                      | 永久輝せあ                                            | 眞ノ宮るい                                                    |
| 若かりし頃の キャリエール | 華形ひかる 朝夏まなと                                                                                    | 優波慧                                                      | 永久輝せあ                                            | 真友月れあ                                                    |
| ヴァレリウス              | 初姫さあや                                                                                               | 春花きらら                                                  | 千風カレン                                            | 愛羽あやね                                                    |
| モンシャルマン            | 紫峰七海                                                                                                 | 銀華水                                                      | 透真かずき                                            | 麻斗海伶                                                      |
| ジョセフ・ブケー          | 天真みちる                                                                                               | 神房佳希                                                    | 天月翼                                                | 壮海はるま                                                    |
| フローレンス              | 梅咲衣舞                                                                                                 | 花奈澪                                                      | 星南のぞみ                                            | 琴羽りり                                                      |
| リシャール                | 望海風斗                                                                                                 | 水美舞斗                                                    | 煌羽レオ                                              | 星加梨杏                                                      |
| モーク・レール            | 扇めぐむ                                                                                                 | 日高大地                                                    | 久城あす                                              | ゆめ真音                                                      |
| ミフロワ                  | 夕霧らい                                                                                                 | 舞月なぎさ                                                  | 桜路薫                                                | 望月篤乃                                                      |
| ソレリ                    | 華耀きらり                                                                                               | 月野姫花                                                    | 彩みちる                                              | 潤花                                                          |
| パパン                    | 夏城らんか                                                                                               | 冴華りおな                                                  | 橘幸                                                  | 朝澄希                                                        |
| ラシュナル                | 瀬戸かずや                                                                                               | 和海しょう                                                  | 綾凰華                                                | 一禾あお                                                      |
| トゥルニエ                | 浦輝ひろと                                                                                               | 航琉ひびき                                                  | 真地佑果                                              | 壮海はるま                                                    |
| ジャム                    | 瞳ゆゆ                                                                                                   | 初花美咲                                                    | 愛すみれ                                              | 涼花美雨                                                      |
| ルル                      | 鞠花ゆめ                                                                                                 | 花輝真帆                                                    | 白峰ゆり                                              | 千早真央                                                      |
| ジョルジュ                | 彩城レア                                                                                                 | 羽立光来                                                    | 叶ゆうり                                              | 紗蘭令愛                                                      |
| フルール                  | 月野姫花                                                                                                 | 鞠花ゆめ                                                    | 野々花ひまり                                          | 天咲礼愛                                                      |
| コレット                  | 花奈澪                                                                                                   | 桜帆ゆかり                                                  | *                                                     | *                                                             |
| フローラ                  | 華月由舞                                                                                                 | 桜咲彩花                                                    | 妃華ゆきの                                            | 莉奈くるみ                                                    |
| ベラドーヴァ              | 芽吹幸奈                                                                                                 | 菜那くらら                                                  | 朝月希和                                              | 有栖妃華                                                      |
| 幼いエリック              | 実咲凜音                                                                                                 | 朝月希和                                                    | 彩海せら                                              | 聖海由侑                                                      |
| メグ                      | 仙名彩世                                                                                                 | 美蘭レンナ                                                  | 潤花                                                  | 花束ゆめ                                                      |
| 従者                      | 冴月瑠那 鳳真由 輝良まさと 真瀬はるか 日高大地 真輝いづみ 大河凜 和海しょう 舞月なぎさ 水美舞斗 柚香光 * | * 冴華りおな 愛羽ふぶき 優波慧 蘭舞ゆう 桜舞しおん 千幸あき | 沙月愛奈 笙乃茅桜 鳳華はるな 諏訪さき 眞ノ宮るい 縣千 | 星南のぞみ 希良々うみ 汐聖風美 日和春磨 琥白れいら 稀羽りんと |
| 団員（男）                | 優波慧 蘭舞ゆう 桜舞しおん 千幸あき 永久輝せあ 蒼瀬侑季 水香依千 叶ゆうり 碧宮るか                       | *                                                           |                                                       |                                                               |
| 団員（女）                | 美花梨乃 夢花らん 紗愛せいら こと華千乃 雪華さくら 朝月希和 更紗那知 城妃美伶 貴遠すず 花菱りず 舞矢聖華 | *                                                           |                                                       |                                                               |